# Jeff Stinco
Jean-François "Jeff" Stinco, född 22 augusti 1975 i Montréal, är en kanadensisk gitarrist, som är förste gitarrist i Simple Plan.
Han är gift och har två döttrar, födda i januari 2007 och juni 2008.
Stinco är äldst i Simple Plan och pluggade till att bli gitarrlärare innan han gick med i bandet.